# Föreningen för kvinnans politiska rösträtt i Piteå
Föreningen för kvinnans politiska rösträtt i Piteå, även kallad Piteåföreningen för kvinnans politiska rösträtt, var Piteås lokalförening inom Landsföreningen för kvinnans politiska rösträtt (LKPR). Föreningen bildades 10 juli 1907 och var verksam lokalt i Piteå för införandet av kvinnors rösträtt i Sverige.
Bland aktiviteterna fanns föredrag, samkväm, insamling av medel och förhandlingar om samarbete med andra organisationer.

## Historik
Föreningen bildades den 10 juli 1907 vid ett möte som inleddes med ett föredrag av Anna Lindhagen i godtemplarsalongen i Piteå. Vid detta tillfälle anmälde sig 44 medlemmar och en interimsstyrelse med Jenny Frånberg som ordförande valdes.
År 1908 rapporterades: 
"Ett vandringsbibliotek har anskaffats, vilket dock icke anlitats så livligt som önskvärt varit. 6 »studieaftnar» ha avhållits, med uppläsning delvis av vandringsbibliotekets böcker, delvis av broschyrer behandlande samhällsfrågor. Dessa »aftnar» ha varit ganska väl besökta. 1 aftonunderhållning var anordnad i maj månad för insamlande av agitationsmedel. Ortens riksdagsman herr A. Bäckström i Håkansön har av ordföranden skriftligt interpellerats. Något svar av herr Bäckström har icke inkommit".

## Ordförande
- Selma Jakobsson, 1907–1910
- Lotten Lindgren, 1910–1917
- Klara Käck, 1917–1921